# گروه ای‌دی‌پی
گروه ای‌دی‌پی (انگلیسی: Groupe ADP) شرکت هوانوردی فرانسوی است، که در سال ۱۹۴۵ تأسیس شد.